# Nice (Unix)
L'ordre nice s'utilitza en sistemes operatius UNIX i Unix-like per modificar la prioritat dels processos.
L'ordre nice utilitza directament la crida de sistema del mateix nom. Els valors de prioritat van de -20 a 19.
L'ordre renice permet modificar la prioritat d'un procés que ja està en execució.
El resultat exacte de les comandes nice i renice en l'execució d'un procés depèn els detalls de la implementació del planificador del sistema operatiu.
A Linux també trobem una ordre anomenada ionice, que afecta a la prioritat de les operacions d'entrada/sortida (I/0) d'un procés.

## Funcionament
Com més petit és el número que s'especifica al nice, major serà la prioritat que se l'hi haurà assignat. Només es pot tocar la seva prioritat si es vol disminuir, és a dir, si volem fer per exemple un "nice 10 ps", en canvi, si es vol assignar més prioritat, no es pot, ja que és una comanda
dirigida al superusuari, i només aquest té potestat per augmentar la prioritat ("nice –19 ps").

## Exemple
S'executa l'ordre sleep amb nivell de prioritat 1:
```
$ nice -n 1 sleep 10
```